# Фитчия
Фитчия, или Фичия (лат. Fitchia), — род деревянистых растений семейства Астровые (Asteraceae), распространённый в Полинезии.
Род назван в честь британского ботаника и ботанического иллюстратора Уолтера Гуда Фитча.

## Ботаническое описание
Кустарники или небольшие деревья. Листья супротивные, цельные, от широкояйцевидных до сердцевидных, иногда эллиптические, цельнокрайные или зубчатые.
Корзинки пазушные, повислые, из язычковых цветков. Обёртки полушаровидные, листочки в 5—6 рядах, наружные деревянистые, внутренние с плёнчатыми краями. Ложе корзинки от плоского до слабовыпуклого. Цветки обоеполые, венчики жёлто-оранжевые. Семянки сжатые, продолговатые, густо опушённые.

## Виды
Род включает 7 видов:
- Fitchia cordata M.L.Grant & Carlquist
- Fitchia cuneata J.W.Moore
- Fitchia mangarevensis F.Br.
- Fitchia nutans Hook.f. typus[1]
- Fitchia rapensis F.Br.
- Fitchia speciosa Cheeseman — Фитчия прекрасная, или Фичия прекрасная
- Fitchia tahitensis Nadeaud